# Catequina-7-O-glucósido
Catequina-7-O-glucósido es un glucósido flavan-3-ol formado a partir de la catequina.

## Presencia natural
Catequina-7-O-glucósido se encuentra en Bergenia ciliata o puede ser aislado de la hemolinfa de la mosca de sierra de pino europea (Neodiprion sertifer).
También puede ser producido por biotransformación de (+)-catequina por células cultivadas de Eucalyptus perriniana.

### Presencia en los medicamentos tradicionales naturales
Catequina-7-O-glucósido se puede encontrar en Paeoniae Radix, la droga cruda a partir de raíces de la peonía china (Paeonia lactiflora), en la (Bistorta macrophylla, también conocida como Polygonum macrophyllum), en la corteza del tallo de (Choerospondias axillaris), y en (Cephalotaxus koreana) y en Huanarpo Macho (Jatropha macrantha). (−)-Catequina 7-O-β-d-glucopiranosida se encuentra en la corteza de Rhaphiolepis umbellata.

### Presencia en alimentos
Se encuentra en el alforfón, en el frijol rojo (la semilla de Vigna umbellata, antes conocida como Phaseolus calcaratus), en la cebada (Hordeum vulgare L.) y malta. (−)-Catequina 7-O-β-d-glucopiranosido se encuentra en el ruibarbo.

## Efectos sobre la salud
Este compuesto tiene una actividad antioxidante que conduce a un efecto citoprotector.